# Sultan Kudarat

Sultan Kudarats läge i Filippinerna

Sultan Kudarat är en provins på ön Mindanao i Filippinerna. Den är belägen i regionen SOCCSKSARGEN och har 677 200 invånare (2006) på en yta av 4 715 km². Administrativ huvudort är Isulan.
Provinsen är indelad i 11 kommuner och 1 stad. Större städer och orter är Isulan och Tacurong.